# نبردناو کوندورسه
نبردناو کوندورسه (به انگلیسی: French battleship Condorcet) یک کشتی بود که طول آن ۱۴۴٫۹ متر (۴۷۵ فوت ۵ اینچ) بود. این کشتی در سال ۱۹۰۹ ساخته شد.